# Eric Burdon

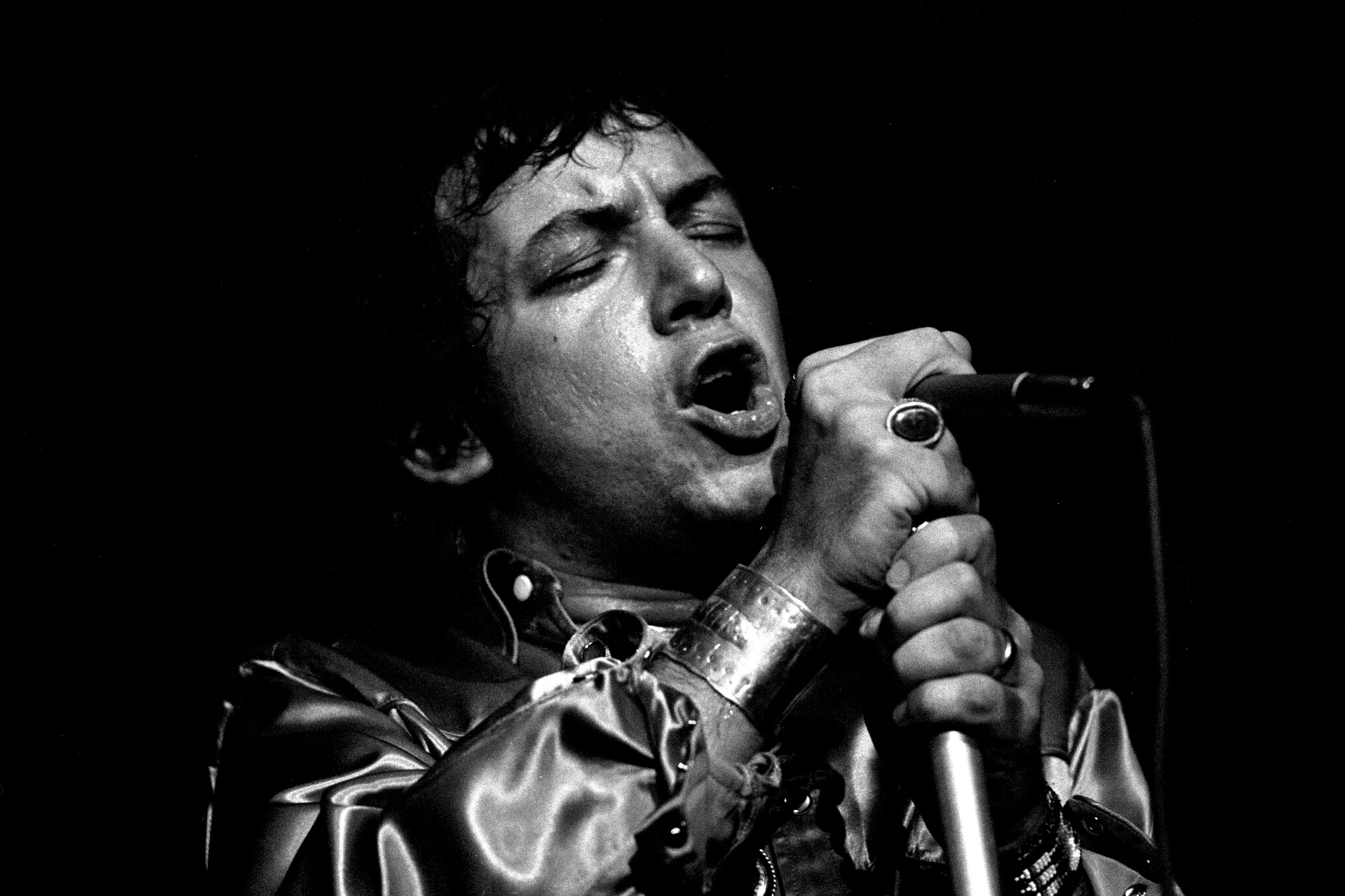
Eric Burdon, 1973

Eric Victor Burdon (* 11. Mai 1941 in Newcastle upon Tyne) ist ein britischer Blues- und Rockmusiker. Er war Sänger der Bands The Animals und War. Zu seinen bekanntesten Songs zählen We Gotta Get out of This Place, San Franciscan Nights, Monterey, Spill the Wine sowie Coverversionen von House of the Rising Sun und Don’t Let Me Be Misunderstood.
Er experimentierte immer wieder erfolgreich mit neuen Musikrichtungen. Stark beeinflusst vom Blues von Bo Diddley und dem Soul von Ray Charles brachte er ab den 1960ern fast 50 Alben heraus, von denen einige weltweit hohe Chartplatzierungen erreichten. Er trat zusammen mit Chuck Berry, Jimi Hendrix, Jimmy Witherspoon und Otis Redding auf und wurde von Patti Smith und Iggy Pop als einer ihrer Lieblingsmusiker benannt. Die Musikzeitschrift Rolling Stone listet Burdon auf Platz 57 der „größten Sänger aller Zeiten“ – gemeint sind die Jahre von ca. 1950 bis zur Gegenwart.

## Leben

### 1958 bis 1965

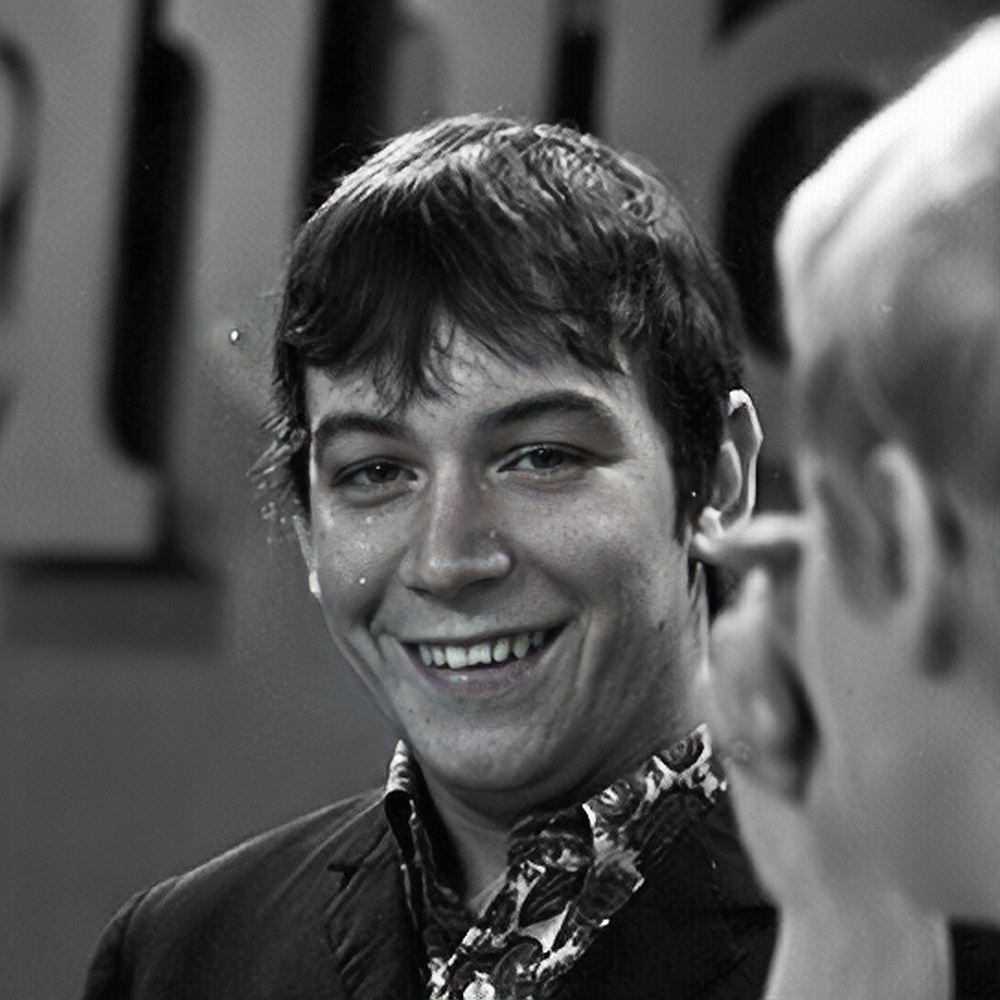
Eric Burdon, 1967

Burdon wurde 1941 in England geboren. Seine erste Band war 1958 The Pagan Jazz, in der er mit John Steel zusammenspielte. In den folgenden Jahren wechselten beide mehrmals die Band. 1961 sang Burdon auch für Alexis Korner und schloss sich dann Blues Incorporated an, wo er auf Alan Price traf.
1962 gründeten Burdon und Price die aus der Band Alan Price Rhythm & Blues Combo hervorgegangene Formation, aus der 1964 The Animals wurden. Mit dieser Gruppe war Burdon jahrelang sehr erfolgreich, unter anderem mit dem Nummer-eins-Hit House of the Rising Sun und weiteren Top-10-Erfolgen. In einer arte-Dokumentation von 2015 erwähnte Burdon, er habe das Lied House of the Rising Sun gesungen, seit er 16 Jahre alt war, ohne dies aber genauer auszuführen.
Nachdem Price im Mai 1965 aus der Gruppe ausgestiegen war und die Band Alan Price Set gegründet hatte, übernahm Burdon die Führungsrolle bei den Animals. Es folgten weitere Hits wie We Gotta Get out of this Place, It’s My Life, Inside Looking Out und Don’t Bring Me Down. 1966 wurde unter dem Namen Eric Burdon and the Animals die Single See See Rider veröffentlicht. Nachdem drei Mitglieder die Band verlassen hatten, nahm Burdon sein erstes Soloalbum mit dem Titel Eric Is Here auf. Es enthält den Song Help Me Girl, der in dem Film Die Platinbande verwendet wurde und kommerziell sehr erfolgreich war. Bei den Aufnahmen wurde er von dem noch in der Band verbliebenen Schlagzeuger Barry Jenkins und weiteren Studiomusikern unterstützt; diese wurden auch unter dem Namen The Animals geführt.

### Ab 1966
Im August 1966 traten die Animals in San Francisco auf, und Burdon war von der Stadt so begeistert, dass er entschied, zukünftig dort zu leben. Er bemerkte dazu: „Ich wollte kein Amerikaner werden, aber ich wollte Kalifornier werden.“ Später kaufte er sich ein Haus in Los Angeles im Szeneviertel Laurel Canyon, in der Nachbarschaft von Joni Mitchell und Frank Zappa.
Ab Ende 1966 formierte sich eine stabile Bandbesetzung unter Burdon, mit der er am 16. Juni 1967 beim Monterey Pop Festival auftrat. Bis 1969 tourte die Gruppe unter dem Namen Eric Burdon and The Animals, teilweise auch als (Eric Burdon and) The New Animals, und produzierte mehrere erfolgreiche Songs wie San Franciscan Nights und When I Was Young, die beide 1967 erschienen. Nachdem sich die Animals 1969 aufgelöst hatten, wollte sich der einst als „schwärzester aller weißen Bluessänger“ bezeichnete Sänger Burdon auf eine Solokarriere konzentrieren, fand aber zunächst keine Unterstützung eines Labels oder Produzenten.
1969 lernte Burdon Lee Oskar von der Funk- und Jazzrock-Band Nightshift kennen. Burdon schloss sich der Band unter den Namen War bzw. Eric Burdon & War an. Es folgte eine Tournee, die im Juli 1969 vom Kritiker des New Musical Express mit „Die beste Live-Band, die ich jemals gesehen habe.“ kommentiert wurde. 
Im April 1970 wurde das kommerziell erfolgreiche Album Eric Burdon Declares “War” veröffentlicht. Es enthält den Song Spill the Wine, der im Mai 1970 als Single erschien und Burdons größter Hit wurde. Er erreichte Platz drei der Charts in den Vereinigten Staaten, Kanada und Australien. In den Niederlanden belegte er Platz 15, in Deutschland Platz 28. Daraufhin folgte die Produktion des Albums The Black-Man’s Burdon, das im Dezember 1970 erschien.
Eric Burdon & War waren die letzten Musiker, die mit Jimi Hendrix jammten: Der Auftritt fand am Abend vor dessen Tod am 18. September 1970 in Ronnie Scott’s Jazz Club in London statt. Das Konzert ist als Audiomitschnitt auf YouTube dokumentiert.
Nachdem Burdon mit der Band auf einer Europatournee 1971 einen Asthmaanfall erlitten hatte, stieg er aus und arbeitete an seiner Solokarriere weiter; die folgenden Auftritte wie auch die spätere Karriere von War wurden ohne ihn fortgesetzt. Später im selben Jahr erschienen auf dem Album Guilty! einige gemeinsame Aufnahmen von Burdon mit der Band; es wurde als Gemeinschaftswerk von Burdon und Jimmy Witherspoon veröffentlicht.

### Ab 1973

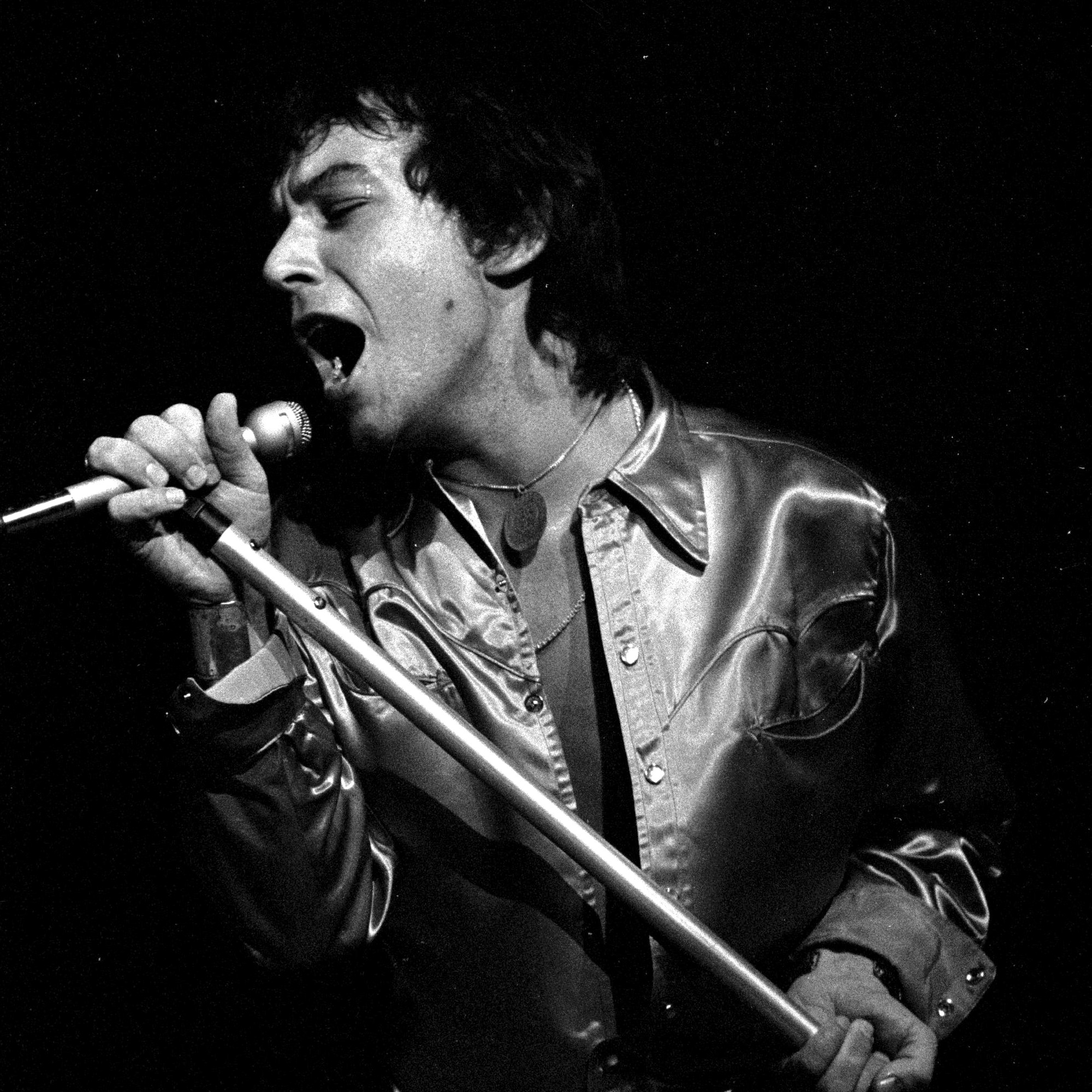
Eric Burdon, 1973

Mitte 1973 gab Burdon mit dem Gitarristen Aalon Butler, dem Schlagzeuger Alvin Taylor und dem Bassisten Randy Rice Konzerte. Mit Auftritten in kleineren Hallen und auf Festivals trat er wieder vermehrt in der Musikszene auf. 1974 wurde das Album Sun Secrets unter dem Namen The Eric Burdon Band veröffentlicht. Sowohl diese Produktion als auch das spätere Album Stop (1975) konnten sich in den amerikanischen Albumcharts platzieren. Im selben Jahr formierte sich Burdon mit seinen Kollegen von der Ursprungsbesetzung der Animals zusammen. 1977 erschien mit dem Album Before We Were So Rudely Interrupted eine Produktion sowohl neuer Songs als auch einer Kompilation bisher unveröffentlichter Aufnahmen und B-Seiten von Stücken, die Burdon früher mit der Band War eingesungen hatte.
1977 zog Burdon mit seiner Frau Rosie Marks und seiner Tochter vorübergehend nach Deutschland. Es entstand das Rockalbum Survivor, das er unter anderem mit Alexis Korner, Frank Diez und Zoot Money als Begleitmusiker aufnahm. Nach dessen Veröffentlichung tourte er durch die Niederlande und lernte Udo Lindenberg kennen, mit dem er auf Deutschlandtournee ging. 1980 veröffentlichte er zwei Alben, das Soloalbum Darkness, Darkness und unter dem Namen Eric Burdon’s Fire Department The Last Drive, ein Projekt unter anderem mit Bertram Engel von Lindenbergs Panikorchester, Frank Diez und Jean-Jacques Kravetz.
Nachdem Burdon als Schauspieler in kleineren Filmauftritten auch in diesem Bereich Erfahrung gesammelt hatte, übernahm er 1981 die Hauptrolle in Christel Buschmanns Film Comeback. Der Film, der die Rückkehr eines ehemaligen Rockstars in das Showbusiness thematisiert, wurde 1982 zusammen mit dem gleichnamigen Album veröffentlicht. Es folgte eine Welttournee mit einer neu zusammengestellten Eric Burdon Band. Nach der Tour wurde das Album Power Company fertiggestellt und 1983 veröffentlicht.
Kurz darauf wurde das zweite Album der wiedervereinigten Animals produziert, das sich gut verkaufte. Im September 1983 traten die Animals – erstmals wieder seit Jahren – öffentlich auf, als sie im Hudson Civic Center in New York City ein Konzert gab. Das Silvesterkonzert 1983 wurde im Londoner Wembley-Stadion aufgenommen und 1984 unter dem Titel Rip it to Shreds – Greatest Hits Live veröffentlicht; danach löste sich die Band auf. Die folgenden Jahre verliefen in musikalischer Hinsicht ruhiger für Burdon. Nach einigen Konzerten veröffentlichte er 1986 seine Autobiografie I Used to Be an Animal (deutscher Titel: Am Anfang war es tierisch …). 1988 wurde ein Album mit diesem Titel veröffentlicht.
Nachdem er 1990/91 mit Robby Krieger auf Tour gegangen war, lernte Burdon 1992 den Keyboarder Brian Auger kennen. Mit ihm gründete er eine neue Band, brachte das Doppel-Live-Album Access All Areas (1993) heraus und war bis Ende 1994 auf Tour. Dann gab er Konzerte als Eric Burdon’s I Band, die sich Ende 1997 trennte, um danach eine völlig neue Formation zusammenzustellen, die er Eric Burdon & the New Animals nannte. Diese bestand bis 2002. Zwischendurch wurde seine zweite Autobiografie Don’t Let Me Be Misunderstood veröffentlicht. Von 2003 bis 2005 tourte er weltweit als Eric Burdon & the Animals.
2004 veröffentlichte Burdon das Studioalbum My Secret Life, 2005 das Live-Album Athens Traffic Live und im Januar 2006 das Album Soul of a Man. Zur selben Zeit stellte er eine neue Band zusammen. Mit dieser tourte er mit wechselnden Mitgliedern, zusammen mit Red Young, der ab 2004 mit Burdon zusammenspielte. Im April 2008 trat Burdon mit der Band War in der Royal Albert Hall in London auf (nicht mehr mit der Originalbesetzung aus dem Anfang der 70er Jahre). Im Januar 2013 veröffentlichte Burdon das Album ’Til Your River Runs Dry bei ABKCO Records.

## Privates
Eric Burdon heiratete 1998 in dritter Ehe Marianna Proestou, eine aus Griechenland stammende Anwältin. Mit ihr zog er nach Ojai. 2007 erwarb er außerdem ein großes Anwesen in Joshua Tree, das er jedoch 2015 wieder verkaufte.

## Diskografie
Studioalben

| Jahr                      | Titel                                | Höchstplatzierung, Gesamtwochen, AuszeichnungChartplatzierungen (Jahr, Titel, Platzierungen, Wochen, Auszeichnungen, Anmerkungen) | Höchstplatzierung, Gesamtwochen, AuszeichnungChartplatzierungen (Jahr, Titel, Platzierungen, Wochen, Auszeichnungen, Anmerkungen) | Höchstplatzierung, Gesamtwochen, AuszeichnungChartplatzierungen (Jahr, Titel, Platzierungen, Wochen, Auszeichnungen, Anmerkungen) | Anmerkungen                              |
| Jahr                      | Titel                                | DE | UK | US | Anmerkungen                              |
| ------------------------- | ------------------------------------ | --- | --- | --- | ---------------------------------------- |
| The Animals               |                                      | | | |                                          |
|                           |                                      | | | |                                          |
| 1964                      | The Animals                          | — | UK6 (20 Wo.)UK | — | Erstveröffentlichung: 21. September 1964 |
| 1964                      | The Animals                          | — | — | US7 (27 Wo.)US | US-Album                                 |
| 1965                      | The Animals on Tour                  | — | — | US99 (9 Wo.)US | Erstveröffentlichung: Februar 1965       |
| 1965                      | Animal Tracks                        | — | UK6 (26 Wo.)UK | US57 (25 Wo.)US | Erstveröffentlichung: 19. Mai 1965       |
| 1966                      | Animalization                        | — | — | US20 (30 Wo.)US | Erstveröffentlichung: 17. Juni 1966      |
| 1966                      | Animalism                            | — | UK4 (17 Wo.)UK | US33 (22 Wo.)US | Erstveröffentlichung: 21. November 1966  |
| Eric Burdon & the Animals |                                      | | | |                                          |
|                           |                                      | | | |                                          |
| 1967                      | Eric Is Here                         | — | — | US121 (13 Wo.)US | Erstveröffentlichung: März 1967          |
| 1967                      | Winds of Change                      | — | — | US42 (20 Wo.)US | Erstveröffentlichung: 27. September 1967 |
| 1968                      | The Twain Shall Meet                 | — | — | US79 (29 Wo.)US | Erstveröffentlichung: März 1968          |
| 1968                      | Every One of Us                      | — | — | US152 (8 Wo.)US | August 1968                              |
| 1968                      | Love Is                              | — | — | US123 (10 Wo.)US | Erstveröffentlichung: 6. Dezember 1968   |
| 1977                      | Before We Were So Rudely Interrupted | — | — | US70 (11 Wo.)US | Erstveröffentlichung: 26. August 1977    |
| 1983                      | Ark                                  | — | — | US66 (10 Wo.)US | Erstveröffentlichung: 9. August 1983     |
| The Eric Burdon Band      |                                      | | | |                                          |
|                           |                                      | | | |                                          |
| 1974                      | Sun Secrets                          | — | — | US51 (16 Wo.)US |                                          |
| 1975                      | Stop                                 | — | — | US171 (5 Wo.)US |                                          |
| Eric Burdon               |                                      | | | |                                          |
|                           |                                      | | | |                                          |
| 2004                      | My Secret Life                       | DE93 (1 Wo.)DE | — | — |                                          |
| 2006                      | Soul of a Man                        | DE43 (4 Wo.)DE | — | — |                                          |
| 2013                      | ’Til Your River Runs Dry             | DE57 (1 Wo.)DE | — | — |                                          |

Weitere Studioalben
- 1971: Guilty! (Eric Burdon & Jimmy Witherspoon)
- 1977: Survivor (Eric Burdon)
- 1980: Darkness Darkness (Eric Burdon)
- 1980: The Last Drive (Eric Burdon)
- 1982: Comeback (The Eric Burdon Band)
- 1983: Power Company (Eric Burdon)
- 1988: I Used To Be An Animal (Eric Burdon)
- 1995: Lost Within the Halls of Fame (Eric Burdon)
- 2008: Mirage (Eric Burdon)
- 2012: Eric Burdon & the Greenhornes (Eric Burdon & the Greenhornes)[11]
- 2023: Accentuate The Positive[12]

## Filmografie (Auswahl)
- 1965: Little Red Riding Hood
- 1968: Monterey Pop
- 1980: Gibbi Westgermany (Nebenrolle)
- 1982: Comeback
- 1991: The Doors
- 1999: Schnee in der Neujahrsnacht
- 2007: The Blue Hour

## Bücher
- 1966: Wild Animals
- 1986: I Used to Be an Animal, but I’m Alright Now (dt. Ausgabe: Am Anfang war es tierisch, 1988) – Autobiografie
- 1989: The Last Poet
- 1991: Good times: the ultimate Eric Burdon audio - videography, 1963-1991
- 2001: Don’t Let Me Be Misunderstood (My Secret Life, 2004) – Autobiografie
- 2015: Rebel Without a Pause